# Нефедьев, Николай Александрович
Никола́й Алекса́ндрович Нефе́дьев (1800—1860) — русский губернский прокурор и этнограф.
Родился в 1800 году; службу начал с 1814 года в Симбирске, сначала чиновником Палаты уголовного суда, затем казённой палаты, а потом в качестве секретаря государственного коммерческого банка.
18 июля 1829 года Нефедьев определился на службу в Канцелярию Общего Областного Управления Кавказской области; пробыв на Кавказе около 4-х лет, он вышел в отставку; затем, 1 марта 1834 года, был назначен чиновником особых поручений по министерству внутренних дел с назначением в департамент полиции и пробыл в этой должности до 2 августа 1834 года.
Был назначен в астраханским губернским прокурором. В течение своей служебной деятельности Нефедьев неоднократно получал особые поручения, главным образом, по раскрытию должностных злоупотреблений. Так в июне 1831 года Нефедьев расследовал злоупотребления в управлении калмыцким народом в Астраханской губернии. В результате он написал не только обширный, в несколько тысяч страниц доклад, но и книгу «Подробные сведения о волжских калмыках, собранные на месте», которая была издана в 1834 году. За эту книгу Нефедьев получил от его Высочества благодарность, а статистическое отделение министерства внутренних дел сделало его в 1834 году своим членом-корреспондентом. В 1839 году Нефедьев издал описание своего путешествия по Кавказу под заглавием «Взгляд на Армянскую область. Из путевых записок, с картой Армянской области», в котором познакомил русских читателей с незадолго до того присоединённой к Российской империи территории Армении.

## Источник
- Русский биографический словарь: В 25 т. / под наблюдением А. А. Половцова. 1896—1918.